# Natività di Maria (Caroto)
Natività di Maria, è un dipinto del pittore veronese Giovan Francesco Caroto conservato presso il museo nazionale Brukenthal di Sibiu.